# Bni Frassen
Bni Frassen (franska: Bni Frassen (CR), Bni Frassen (Commune Rurale), arabiska: تادرت) är en kommun i Marocko.   Den ligger i provinsen Taza och regionen Fès-Meknès, i den nordöstra delen av landet, 230 km öster om huvudstaden Rabat. Antalet invånare är 28 014.